# Osamnaesta dinastija drevnog Egipta
Osamnaesta dinastija drevnog Egipta  (ponekad zvana dinastija XVIII ili dinastija 18) u egiptologiji se klasificira kao prva dinastija Novog Kraljevstva Egipta, doba u kojem je drevni Egipat postigao vrhunac svoje moći. Osamnaesta dinastija obuhvaćala je razdoblje od 1549./1550. do 1292. pr. Kr. Ova dinastija poznata je i kao dinastija Tutmozid, po četvorici faraona po imenu Tutmozis. 
Nekoliko najpoznatijih faraona u Egiptu bilo je iz XVIII. dinastije, uključujući Tutankamona, čiju je grobnicu pronašao Howard Carter 1922. godine. Ostali poznati faraoni iz dinastije uključuju Hatšepsut (oko 1479. pr. Kr. - 1458. pr. Kr.), Najdulje vladajući ženski faraon iz starosjedilačkih dinastija, i Eknaton (oko 1353. – 1336. pr. Kr.), "Heretički faraon", sa svojom kraljevskom suprugom, Nefertiti. Osamnaesta dinastija jedinstvena je među egipatskim dinastijama po tome što je imala dvije žene koje su same vladale kao faraoni: Hatšepsut, koji se smatra jednim od najinovativnijih vladara drevnog Egipta, i Neferneferuaten, obično identificiranu kao Nefertiti.

## Povijest

### Rana 18. dinastija
Osamnaestu dinastiju osnovao je Amasis I., brat ili sin Kamose, posljednjeg vladara 17. dinastije. Amasis je završio kampanju protjerivanja vladara Hiksa. Njegova vladavina se doživljava kao kraj Drugog prijelaznog perioda i početak Novog Kraljevstva. Amasisa je naslijedio njegov sin Amenhotep I., čija je vladavina bila relativno mirna, bez bitnih događaja.
Amenhotep I. vjerojatno nije ostavio muškog nasljednika, a čini se da je sljedeći faraon, Tutmozis I., bio povezan s kraljevskom obitelji kroz brak. Tijekom njegove vladavine, granice egipatskog carstva dosegnule su svoj najveći opseg, a prostiralo se od Karkemiša na Eufratu, na sjeveru, sve do Kurgusa na jugu, iza četvrtog katarakta Nila. Tutmozisa I. je naslijedio Tutmozis II. i njegova kraljica Hatšepsut, koja je bila kći Thutmosea I. Nakon smrti njezinog supruga i razdoblja regentskog vladanja umjesto njenog maloljetnog pastorka (koji će kasnije postati faraon kao Tutmozis III.) Hatšepsut je sama postala faraon i vladala više od dvadeset godina. 
Tutmozis III., koji je postao poznat kao najveći faraon-vojskovođa ikad, također je dugo vladao kao faraon. U starosti je kao regent dijelio vlast sa svojim sinom Amenhotepom II. Amenhotepa II naslijedio je Tutmozis IV., kojeg je naslijedio njegov sin Amenhotep III., čije se vladanje smatra vrhuncem ove dinastije. Amenhotep III. poduzimao je građevinske projekte velikih razmjera, čiji se opseg može usporediti s onima iz mnogo dulje vladavine Ramzesa II. tijekom 19. dinastije.

### Akhenaten, razdoblje Amarne i Tutankamon
| i | t · n | ra |

Amenhotep III. je dijelio prijestolje sa svojim sinom Amenhotepom IV., možda i tijekom punih 12 godina. O ovoj mogućoj regenciji nema konsenzusa u akademskoj zajednici, a različiti znanstvenici smatraju da je regencija bila duga, kratka ili da je uopće nije ni bilo. 
U petoj godini svoje vladavine Amenhotep IV. je promijenio ime u Eknaton (egy. ꜣḫ-n-jtn, "Djelotvoran za Atona") i svoj glavni grad preselio u Amarnu, koju je nazvao Akhetaten. Za vrijeme vladavine Akhenatena, Aton (jtn, sunčani disk) postao je najprije najistaknutije božanstvo, a s vremenom se počeo smatrati jedinim bogom.
U znanstvenoj zajednici ne postoji konsenzus o tome je li štovanje Atona prvi primjer monoteizma u zabilježenoj povijesti, odnosno je li to bio istinski monoteizam. Neki smatraju da je Akhenaten prvi uveo monoteizam, dok drugi ističu da je on samo potisnuo jedan, dominantni, kult sunca s drugim kultom, ne napuštajući pritom nikad u potpunosti nekoliko drugih tradicionalnih božanstava, te da se zbog toga ne može smatrati monoteizmom.
Kasniji su Egipćani smatrali ovo "razdoblje Amarne" nesretnom aberacijom. Događaji nakon Ehenatenove smrti nisu jasni. Znanstvenicima su poznate osobe s imenima Smenkhkare i Neferneferuaten, ali o njihovom relativnom redoslijedu i ulozi u povijesti još se mnogo raspravlja; Neferneferuaten je vjerojatno bilo faraonsko ime Akhetatenove kraljevske supruge Nefertiti. Tutankamon je na kraju zauzeo prijestolje, ali je umro mlad. Njegove kćeri, mumije 317a i 317b, predstavljaju, u genetskom smislu, posljednju generaciju Osamnaeste dinastije.

### Aj i Horemheb
Posljednja dva člana Osamnaeste dinastije - Aj i Horemheb - postali su vladari iz redova dužnosnika u kraljevskom dvoru, iako bi Aj također mogao biti ujak Akhenatena kao rođak potomka Juja i Tjujua. 
Aj je možda došao na vlast vjenčanjem za udovicu, Veliku kraljevsku suprugu i mlađu polusestru Tutankamona, Ankhesenamun. Ona nije dugo živjela nakon toga, a Aj se tada vjenčao za Tey, koja je svojevremeno bila dadilja Nefertiti. 
Ajeva vladavina bila je kratka. Njegov nasljednik bio je Horemheb, general za vrijeme Tutankamonove vladavine, koga je faraon možda bio namijenio kao svog nasljednika u slučaju da nema žive djece, što se i dogodilo. Horemheb je možda preuzeo prijestolje od Aja državnim udarom. Iako je Ajov sin ili očuh Nakhtmin imenovan za prestolonasljednika svog oca/očuha, Nakhtmin je izgleda preminuo za vrijeme vladavine Aja, dajući priliku Horemhebu da preuzme prijestolje. 
Horemheb je također umro bez žive djece, odredivši svog vezira Pa-ra-mes-su kao svog nasljednika. Ovaj vezir uspeo se na prijestolje 1292. pr. Kr. kao Ramzes I., i bio je prvi faraon devetnaeste dinastije.
Primjer na slici desno prikazuje čovjeka po imenu Ay koji je postigao uzvišene vjerske položaje Drugog proroka Amona i Velikog svećenika iz Mute u Tebi. Njegova karijera procvjetala je za vrijeme vladavine Tutankamona, kada je kip napravljen. Kartuše kralja Aja, Tutankamonovog nasljednika koji je dodan na kipu, naknadni je pokušaj majstora da "ažurira" skulpturu.

## Datiranje
Radiokarbonsko datiranje sugerira da je 18. dinastija možda započela nekoliko godina ranije od konvencionalnog datuma 1550. pr. Kr. Razdoblje radiokarbona za njegov početak je 1570. – 1544. Pr. Kr., Čija je srednja točka 1557. pr. Kr

## Faraoni 18. dinastije
Faraoni 18. dinastije vladali su oko 250 godina (oko 1550. – 1298. pr. Kr.). Datumi i imena u tablici preuzeti su od Dodsona i Hiltona. Mnogi su faraoni pokopani u Dolini kraljeva u Tebi (označena s KV). Više informacija može se naći na web lokaciji Theban Mapping Project. Poznato je nekoliko diplomatskih brakova za Novo Kraljevstvo. Te se kćeri stranih kraljeva često spominju samo u kinografskim tekstovima, a nisu poznate iz drugih izvora. Brakovi su vjerojatno bili način da se potvrde dobri odnosi između tih država.
| Faraon                 | Slika | Ime na prijestolju        | Godine vladanja   | Pokopan                 | Supruge | Komentari                                    |
| ---------------------- | ----- | ------------------------- | ----------------- | ----------------------- | --- | -------------------------------------------- |
| Amasis I.              |       | Nebpehtire                | 1549–1524 pr. Kr  |                         | Ahmose-Nefertari Ahmose-Henuttamehu Ahmose-Sitkamose |                                              |
| Amenhotep I.           |       | Djeserkare                | 1524–1503 pr. Kr. | KV39? Ili grobnica ANB? | Ahmose-Meritamon |                                              |
| Tutmozis I.            |       | Aakheperkare              | 1503–1493 pr. Kr. | KV20, KV38              | Ahmose Mutnofret |                                              |
| Tutmozis II.           |       | Aakheperenre              | 1493–1479 pr. Kr. | KV42?                   | Hatšepsut Iset |                                              |
| Hatšepsut              |       | Maatkare                  | 1479–1458 pr. Kr. | KV20                    | Tutmozis II. |                                              |
| Tutmozis III.          |       | Menkheper(en)re           | 1479–1425 pr. Kr. | KV34                    | Satiah Merytre-Hatshepsut Nebtu Menhet, Menwi and Merti |                                              |
| Amenhotep II.          |       | Aakheperure               | 1427–1397 pr. Kr. | KV35                    | Tiaa |                                              |
| Tutmozis IV.           |       | Menkheperure              | 1397–1388 pr. Kr. | KV43                    | Nefertari Iaret Mutemwiya Kćer Artatama I, Mitanni |                                              |
| Amenofis III.          |       | Nebmaatre                 | 1388–1351 pr. Kr. | KV22                    | Tiye Gilukhipa of Mitanni Tadukhipa of Mitanni Sitamun Iset Kćer Kurigalzu I, Babilon Kćer Kadashman-Enlil, Babilon Kćer Tarhundaradu, Arzawa Kćer vladara Ammie |                                              |
| Amenhotep IV/Akhenaten |       | Neferkepherure-Waenre     | 1351–1334 pr. Kr. | Royal Tomb of Akhenaten | Nefertiti Kiya Tadukhipa of Mitanni Kćer Šatiya, vladara Enišasi Meritaten? Meketaten? Ankhesenamun Kćer Burna-Buriash II, kralja Babilona                       |                                              |
| Smenkhkare             |       | Ankhkheperure             | 1335–1334 pr. Kr. |                         | Meritaten |                                              |
| Neferneferuaten        |       | Ankhkheperure             | 1334–1332 pr. Kr. |                         | Eknaton? Smenkhkare? | Najčešće se smatra da je u pitanju Nefertiti |
| Tutankhamun            |       | Nebkheperure              | 1332–1323 pr. Kr. | KV62                    | Ankhesenamun |                                              |
| Aj                     |       | Kheperkheperure           | 1323–1319 pr. Kr. | KV23                    | Ankhesenamun Tey |                                              |
| Horemheb               |       | Djeserkheperure-Setepenre | 1319–1292 pr. Kr. | KV57                    | Mutnedjmet Amenia |                                              |